# Svatý Kříž

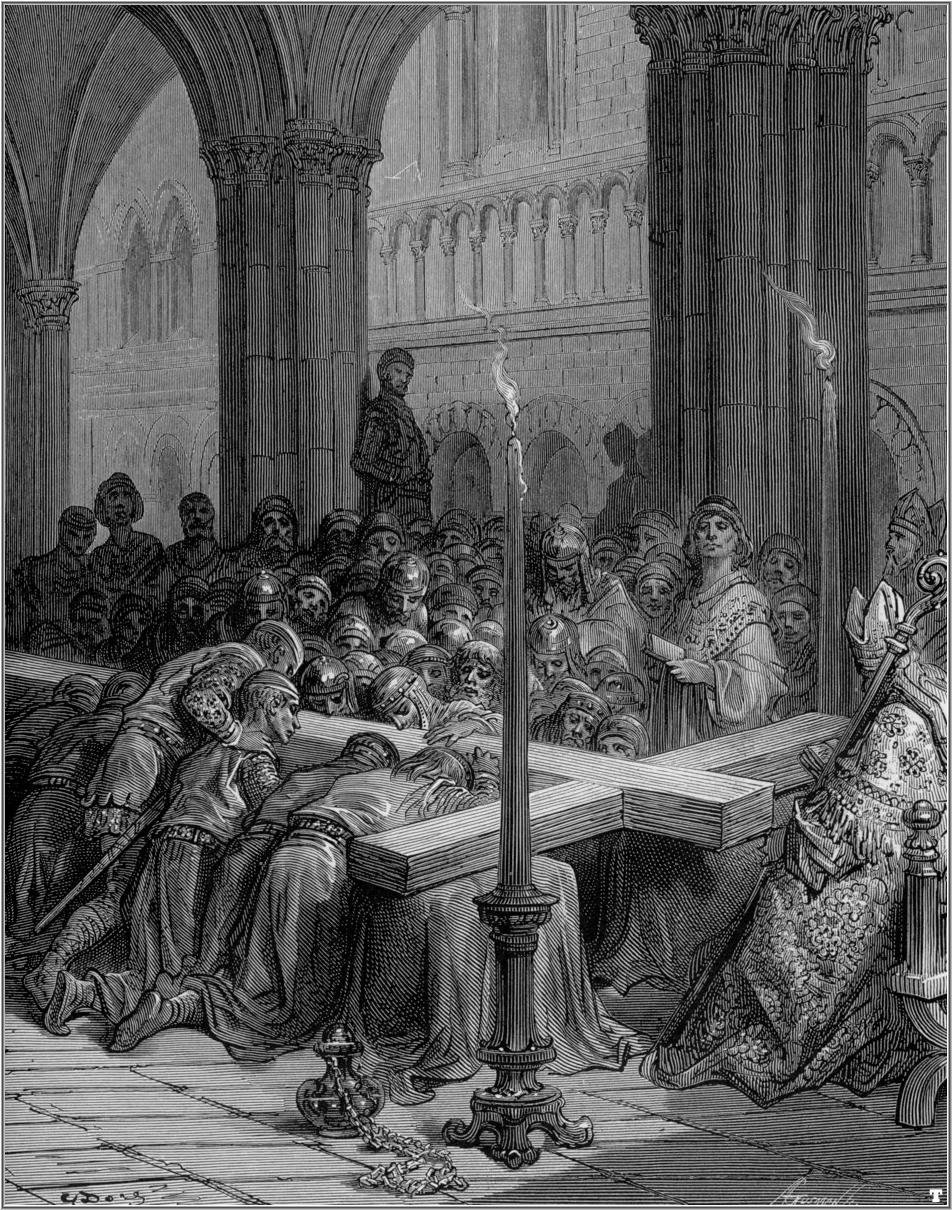
G. Doré: Nalezení svatého Kříže

Svatý Kříž nebo Pravý kříž je tradiční označení pro kříž, na němž byl ukřižován Ježíš Kristus. Z tohoto kříže se od časů císaře Konstantina stal hlavní symbol křesťanství a je proto předmětem úcty. Jeho domnělé části (zlomky) jsou uchovávány a uctívány jako relikvie v oltářních nebo ostatkových křížích. Svatému Kříži (také Nalezení sv. Kříže nebo Povýšení sv. Kříže) je rovněž zasvěcena řada kostelů či kaplí.

## Legenda

### Nalezení svatého Kříže
Legendární nalezení Pravého Kříže na Golgotě je spojováno s císařovnou Helenou, mýtus ale vznikl až po její smrti, a to pravděpodobně v Jeruzalémě.
Pozdně antické a středověké prameny uvádějí různé verze příběhu. Podle Zlaté legendy z 13. století lze shrnout příběh následovně: Císařovna Helena si při své pouti do Svaté země od místních Židů nátlakem vymohla, aby jí prozradili, na jakém místě byl ukřižován Ježíš. Bylo to místo, na němž postavil císař Hadrián chrám Venuše. Císařovna nechala chrám zbořit a v zemi pod ním byly nalezeny tři kříže (spolu s Ježíšem byli ukřižování dva zločinci (Lk 23,32-33)). Ježíšův kříž byl identifikován podle nápisu a jeho pravost byla poté prokázána zázraky oživení mrtvého a uzdravení nemocné ženy.
Dnes proslulá legenda o nalezení Kříže císařovnou Helenou, matkou Konstantina Velikého, při její pouti do Palestiny se zrodila v pozdní antice a až později během středověku se stala populární. Asociace nalezení Kříže s Helenou se písemně poprvé objevila na konci 4. století, kdy byla politická cesta do Palestiny podniknutá Helenou mezi lety 326–328 popsána jako pouť. První spojení Heleny a Kříže známe od Rufina z Aquiley (asi 345–411), který zřejmě čerpal z dřívějšího pojednání Gelasia z Caesareje a je pravděpodobné, že orálně koloval příběh v Palestině již dříve. Další rané verze příběhu pocházejí od Ambože z Milána, Paulina z Noly a Sulpicia Severa.
Nalezení svatého Kříže se do roku 1960 slavilo 5. května, pak byl svátek z kalendáře vypuštěn. Dnes katolická církev oslavuje jen Povýšení svatého Kříže, a to 14. září.

### Původ dřeva v legendě
Podle legendy Adam vzal z ráje větev stromu poznání dobrého a zlého, která pak přecházela z ruky do ruky až se dostala k Mojžíšovi, který na ni jako na žerď upevnil bronzového hada. V tom byl spatřován předobraz Ježíšova ukřižování. Dřevo pak prý v Jeruzalémě sloužilo jako lávka přes vodní proud. Královna ze Sáby je pak uctila a raději bosá přešla vodou, než aby na dřevo stoupla. Nakonec bylo dřevo nalezeno v rybníku Bethesda a použito na kříž pro Ježíše. Voda z rybníka prý měla zázračnou moc a léčila nemocné, kteří ji pili. Strom byl libanonský cedr, zvláště silný, houževnatý a vydával vůni.

### Vědecký výzkum a církev

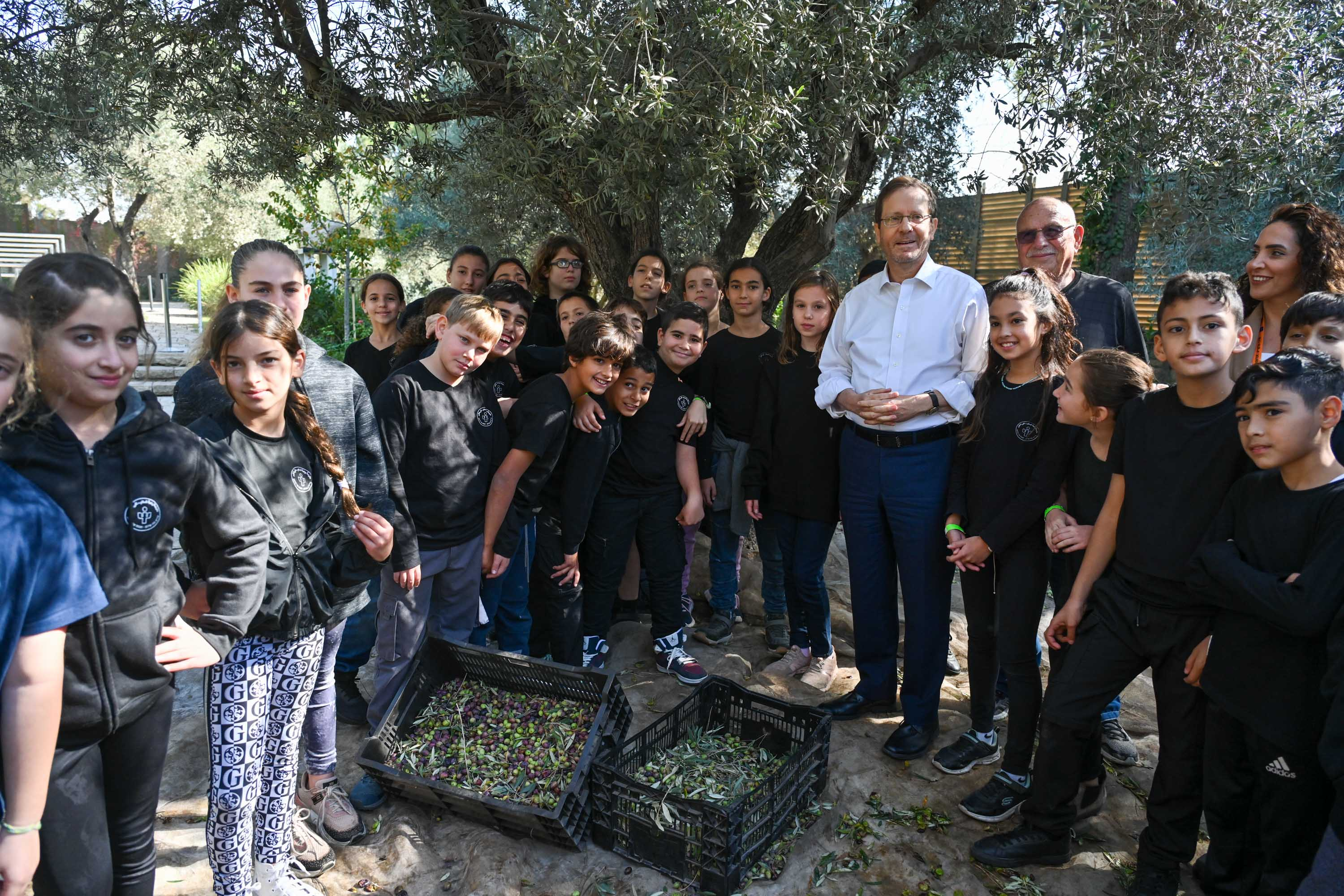
Izraelské olivy, Autor: Kobi Gideon

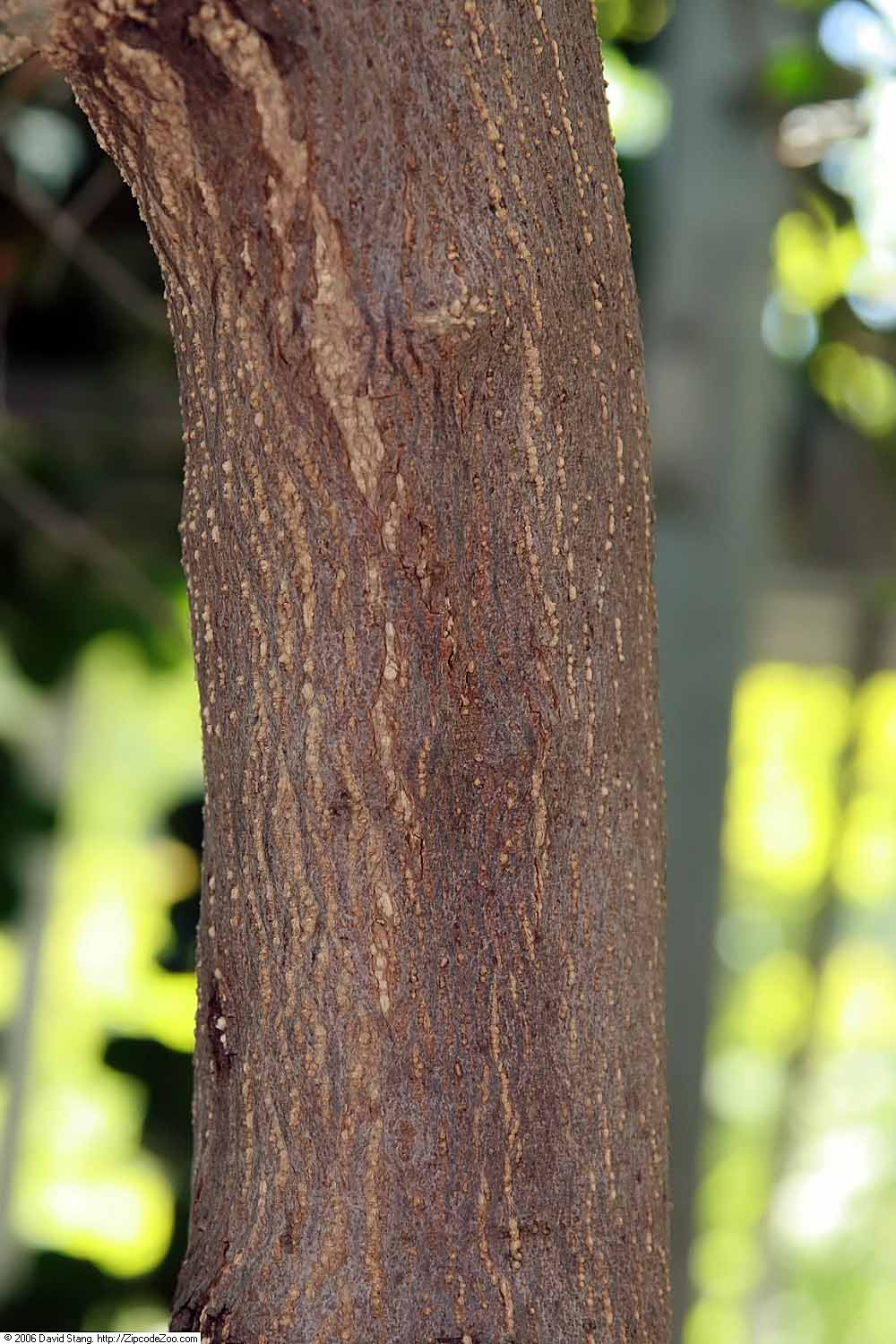
Olivové dřevo (Olea europea)

Římskokatolická církev na základě nálezů diferencovala původ dřeva římského kříže nejen u Krista. Římané v tehdy okupovaném území dnešního Izraele používali perský způsob křižování, sloučením dvou klád. Nalezením kostnice na židovském hřbitově v Giv´at ha-Mivtar severně od Jeruzaléma v roce 1968 došlo k prozkoumání čtyř hrobek, vytesaných ve skalách. Zprávu o tomto archeologickém výzkumu poskytuje katolický kněz a uznávaný historik německého původu Gerhard Kroll, (působil od roku 1940 v Lipsku), a to v publikaci s bohatým faktografickým materiálem o době Ježíšově. Nálezy spadají do období mezi 2. stoletím př. n. l. a rokem 70 n. l. Výzkum zbytků koster nalezených v ossuariích ukázal na 5 osob zabitých, z celkem 35 pohřbených lidí. Odhad věku konstatovali vědci s přesností na 24–28 let u muže, po provedení anatomického a dalšího odborného šetření, přinášejícího šokující poznatky. Z anamnézy plyne, že muž byl ukřižován a jeho tělesné pozůstatky ležely bez hrobové výbavy ve velké kostnici se dvěma aramejskými nápisy na jedné její podélné straně. Horní nápis nese jméno Jehóchanan a další nápis upřesňuje toto jméno na Jehóchanan Ben Chazkúl (Jehóchanan, syn Ezechielův, pozn. autora publikace). V kostnici byly objeveny i pozůstatky 3 až 4 letého dítěte. Uvádí se ve zdroji informace, že ukřižovaný byl pravděpodobně jeho otcem. Z průběhu anatomické pitvy bylo hlášeno po snímkování, že patní kost byla probodena hřebem (odtud důkaz o probodení patní kosti během křižování). Nález kosti i hřebu byl signifikantní pro rozklíčování původu dřeviny, používané Římany ve výše označené době. Byly pokryty vápencem, a to v silné vrstvě. Horní část kosti je pravá patní kost, z levé patní kosti se zachoval pouze úlomek. Hřeb zachytil levou patní kost na téměř stejném místě jako pravou, pod spojnicí kloubu a kotníku. Poskytnuté schéma dokumentuje anatomický nález očištěných zbytků kosti. Stopy dřeva — nad hlavičkou hřebu, dřevěná ploška, na němž došlo k ukřižování, nesly typostrukturu akácie a pistácie, přičemž s přesností bylo následným mikroskopickým diferencováním určeno. Na zahnutém hrotu hřebu bylo detekováno dřevo olivovníku. Délka hřebu je 11,5 cm, hlavička hřebu cca 2 cm nad kostí. Nesloužila k připevnění po celé své podélné délce. Zbytky dřeva mezi hlavičkou hřebu a kostí ukázaly, že hřeb prorazil nejdříve dřevěnou lištu, která měla probodené nohy muže celou plochou přitlačit k břevnu kříže. Nohy byly probodeny jedním hřebem (na některých historických sochách v kostelech bývá doposud zpodoben Ježíš Kristus, jehož nohy jsou probodeny jedním hřebem; na jiných dvěma, pozn.). Uvádí se, že zranění byla způsobena odřením pravé vnitřní vřetenní kosti, ukazující na techniku přibíjení, jež odporuje tradičním představám o křižování. Podle nálezu, jak se dále protokoluje, došlo k ukřižování tohoto muže tak, že nohy byly násilným otočením obou kolen doleva postaveny po stranách souběžně, a hřeb teprve poté, co byl zaražen do dřevěné lišty, prorazil pravou a pak levou patní kost a zarazil se do svislého břevna. Deformace hřebu svědčí o poměrně volnějším připevnění nohou, naznačující možnost tzv. sedátka, které by bylo i při pevnějším připevnění nohou stejně tak potřebné. Paže byly pokaždé připevněny hřebem zaraženým v dolní třetině mezi loktem a vřetenní kostí k příčnému břevnu. Nález pokračuje dál, ale pro posouzení druhu dřeva není nadále potřebný. Církev s posvěcujícím závěrem vědecký výzkum vnímá jako oporu pro určení dřeviny, užívané v době přelomu našeho letopočtu Římany, k výrobě křížů, na němž byl ukřižován Ježíš Kristus. Stejně jako u určení rostlinného původu Trnové koruny (suché trní na podpal v koších kasáren), se nabízí podobnou logikou děj, že Římané nehledali zvláštní dřevo, vzdálené stromy, ale použili ty, které mívali na dosah. Druh olivovníku podléhá rodu dřevin s výskytem na území Jeruzaléma, s častými odkazy na Olivovou horu.

### Povýšení svatého Kříže
Povýšení svatého Kříže je svátek slavený 14. září na oslavu nalezení kříže Helenou a jeho vztyčení při zasvěcení Kristova Hrobu v Jeruzalémě kol. roku 336. Taky se při něm připomíná znovuzískání kříže od Peršanů v 7. století.

## Kult ostatků Kříže
Uctívání relikvie sv. Kříže má počátky v konstantinovské době. V první polovině 4. století byla z císařské iniciativy v Jeruzalémě prováděna řada rekonstrukcí a stavebních aktivit za účelem pokřesťanštění města, když bylo křesťanství nově povoleno a císařem prosazováno. Jedním z výsledků snah reprezentovat Palestinu, zejm. Jeruzalém a Betlém, jako místo spojené s narozením, působením, ukřižováním a vzkříšením Ježíše Krista bylo nalezení dřeva Pravého Kříže na Golgotě a jeho následná distribuce do Říma, Tixteru a dalších měst.
V Jeruzalémě se od 5. století vystavovaly zbytky dřeva z Kristova kříže k uctění věřícími v rámci oslav výročí posvěcení baziliky Božího hrobu 14. září.[zdroj?] Ve východních církvích se svátek začal slavit v 7. století[zdroj?] a později došlo k jeho rozšíření i do Západní církve.[zdroj?] K datu 3. května vznikl na Západě svátek[zdroj?] nesprávně označovaný výrazem Nalezení svatého Kříže, zatímco na Východě bylo slaveno pouze 14. září jako Povýšení sv. Kříže.[zdroj?] Toto převzal Západ o více než století později.[zdroj?] V Miláně je prý doložen dokonce až v 11. století.[zdroj?]
Podle popisů poutníků do Jeruzaléma z 4. až 6. století byla tabulka dřevěná (Antonius z Piacenzy, který ji držel v rukou, uvádí, že z ořechového dřeva), přetřená vápnem, a byla na ní k přečtení slova „král židovský“ v hebrejštině, řečtině a latině. V evangeliu sv. Jana se uvádí, že nápis měl znít „Ježíš Nazaretský, král židovský“. Z toho se usuzuje, že císařovna Helena odvezla do Říma část tabulky s nápisem „Ježíš Nazaretský“.
V roce 1492 při restaurování baziliky sv. Kříže Jeruzalémského v Římě, v místech někdejší soukromé Heleniny kaple, byla objevena olověná schránka, zazděná v menze oltáře, s nápisem „Titulus crucis“ a pečetí z roku 1143, kdy kostel prošel předchozí přestavbou. Po otevření v ní byla nalezena tabulka z ořechového dřeva se stopami po vápenného nátěru a s trojjazyčným textem „Ježíš Nazaretský“. Roku 1496 papež Alexandr VI. prohlásil tento nález za autentickou relikvii, kterou do Říma dopravila svatá Helena. Řecký i latinský nápis byly psány zrcadlově zprava doleva, po vzoru hebrejštiny.
Přímo v Santa Croce in Gerusalemmekostele svatého Kříže v Římě jsou dosud uchovávány v samostatných relikviářích části kříže, dva trny z trnové koruny, tabulka s čitelným nápisem NAZARENUS (nazývaná Titulus crucis) a jeden hřeb z kříže. Jeden hřeb z kříže, vsazený do zlata, je součástí Svatovítského pokladu v pražské katedrále.
Záchrana sv. Kříže sloužila jako obhajoba válečných tažení císaře Heraklia na Peršany v letech 622–628 nebo později v roce 1204 jako záminka ke křížové výpravě na Konstantinopol.

## Chrámy zasvěcené svatému Kříži
- Kostel svatého Kříže
- Kaple svatého Kříže
- Kostel Nalezení svatého Kříže
- Kaple Nalezení svatého Kříže
- Kostel Povýšení svatého Kříže
- Kaple Povýšení svatého Kříže